# پفافرودا
پفافرودا (به آلمانی: Pfaffroda) یک شهر در آلمان است که در ارتسگبیرگسکرایس واقع شده‌است. پفافرودا ۲٬۴۷۱ نفر جمعیت دارد.